# Agnes Monica
Agnes Monica Muljoto còn được gọi là Agnezmo (sinh ngày 1 tháng 7 năm 1986 tại Jakarta) là một ca sĩ và diễn viên người Indonesia. Cô bắt đầu sự nghiệp của mình trong ngành công nghiệp giải trí ở tuổi sáu là một ca sĩ trẻ.